# Kostantínovka (Donetsk)
Kostantínivka (en ucraniano: Костянтинівка, romanizado: Kostiantynivka; en ruso: Константиновка, romanizado: Konstantínovka) es una ciudad industrial ucraniana perteneciente al óblast de Donetsk. Situada en el este del país, era parte del raión de Kostantínovka hasta 2020, aunque ahora es parte del raión de Kramatorsk y del municipio de  Kostantínovka.

## Geografía
Kostantínovka está en la orilla del rio Krivi Torets y se encuentra a 68 km de Donetsk.

## Historia
La ciudad de Kostantínovka contiene el sitio arqueológico de Strominkon, donde se ubican artefactos del Paleolítico inferior, estableciendo la colonización homínida con tecnología lítica en la actual Ucrania entre hace 400,000 y 1.2 millones de años.
Desde la incursión tártara en 1769, en el territorio operaron los cosacos de Zaporoyia. En 1812 el terrateniente Nomikossov estableció con 20 familias la aldea de Santurinovku, que en 1870 recibió el nombre de su hijo mayor y heredero Constantino (Konstiantyn). En 1897 se establecieron las primeras fábricas importantes y desde 1900 ocurrieron movimientos huelguísticos de los trabajadores. 
Durante la Gran Guerra, el imperio ruso remitió a numerosos prisioneros de guerra alemanes a trabajar en las minas y fábricas de la cuenca del Donetsk, incluyendo en Kostantínovka.  En abril de 1918 las tropas alemanas establecieron en la ciudad a las autoridades de la República Popular Ucraniana. En diciembre de 1918 se retiraron los alemanes y la ciudad fue ocupada sucesivamente por las tropas rusas del Ejército Blanco y por el Ejército Rojo que finalmente controló el territorio a partir de diciembre de 1919 y fue incluida en la República Socialista Soviética de Ucrania. En 1926 Kostiantínivka adquirió el estatus de municipio y desde 1931 circuló el tranvía.
Entre el 28 de octubre de 1941 y el 6 de septiembre de 1943, las tropas nazis ocuparon la ciudad. Durante esos 22 meses los alemanes causaron la muerte de 15.382 personas. 1000 civiles, en su mayoría judíos fueron ejecutados en el haz Sergeevskaya, a las afueras del noroeste de la ciudad, 1.434 hombres fueron desplazados a trabajos forzados en Alemania. En su retirada, las tropas alemanas infligieron grandes daños materiales a la ciudad, destruyendo y quemado casi todas las fábricas y el 60% de los edificios públicos. En 1945, los trabajadores de la fábrica Autoglass produjeron 200 reflectores que fueron utilizados durante la operación militar para tomar Berlín. Durante los años posteriores a la Segunda Guerra Mundial fueron construidas 20 instalaciones industriales y en 1949 las empresas de la ciudad habían sido totalmente restauradas.
Tras la proclamación de la independencia de Ucrania en 1991 la ciudad pasó a formar parte de la nueva república. En las elecciones presidenciales de 2004 la ciudad votó a favor de Víktor Yanukóvich 93,75% y por Víktor Yúshchenko 4,26%. El 28 de octubre de 2012 los residentes de la ciudad participó en las elecciones parlamentarias votaron en 60,12% por el Partido de las Regiones (51.322 personas); el 24,24% por el Partido Comunista de Ucrania y el 5,36% por Patria (4.578 personas).
El 28 de abril de 2014, milicianos de la República Popular de Donetsk tomaron la Comisaría de Policía de Kostantínovka y controlaron las calles alrededor del ayuntamiento en la guerra del Dombás. La ciudad finalmente fue retomada por las fuerzas ucranianas el 7 de julio de 2014, junto con Druzhkivka. En septiembre de 2014, una gran cantidad de refugiados llegaron a la ciudad desde los territorios ocupados. por los separatistas. La gente venía a comprar productos de primera necesidad más baratos, así como a gestionar pensiones y beneficios sociales en las instituciones municipales. Al mismo tiempo, se simplificó el mecanismo de recepción de beneficios y pagos sociales para migrantes en un nuevo lugar de residencia. La ciudad comenzó a operar un centro de alojamiento para refugiados internos.

### Invasión rusa de 2022
Tras la invasión rusa de Ucrania de 2022, Kostantínovka se volvió un bastión ucraniano.  Rusia anunció la destrucción de armamentos de origen estadounidense en las afueras de Kostantínovka.  Una base militar cercana a Kostantínovka ha sido continuamente bombardeada, seguida por bombardeos constantes de la ciudad en numerosas ocasiones.  El 20 de marzo de 2022 Kostantínovka fue alcanzada por un misil hipersónico ruso Kh-47M2 Kinzhal, impactando en un depósito de combustible y provocando un incendio en la ciudad. Así lo confirmó el presidente estadounidense Joe Biden. Kostantínovka fue bombardeada por fuerzas armadas rusas en julio, septiembre —con municiones de alta precisión—, y octubre de 2022, causando estragos entre los civiles y destrucción en la ciudad.  
Los bombardeos se extendieron a 2023, incluyendo el uso de misiles, y causando bajas civiles y daños a edificios no militares.  En abril, la policía ucraniana de Kostantínovka  denunció la propaganda rusa, que impacta los habitantes de los alrededores, la zona "más prorrusa de Ucrania" y en cuyas ciudades "se hablaba más ruso que ucraniano”; ése mismo mes, Kostantínovka  era “ruta crucial” militar de Ucrania.  Los bombardeos sufridos en junio dañaron viviendas en Kostantínovka .La población se estima en 15.000 habitantes en 2025.

## Demografía
La evolución de la población de Kostantínovka entre 1979 y 2021 fue la siguiente:
| 112 020                                                       | 107 562 | 95 111 | 88 833 | 76 708 | 73 839 | 70 841 | 68 792 |
| (Fuente: Cities & Towns of Ukraine y UKRAINE: Größere Städte) |         |        |        |        |        |        |        |

Según el censo de 2001, el 59,3% de la población son ucranianos, el 37,7% son rusos y el resto de minorías son principalmente armenios (1%) y bielorrusos (0,5%). En cuanto al idioma, la lengua materna de la mayoría de los habitantes, el 78,06%, es el ruso; del 21,2% es el ucraniano.

## Economía
Ya en la década de 1920 contaba la ciudad con talleres de metalurgia, y fábricas del vidrio, incluyendo de botellas, cristales y espejos.  Kostantínovka se convirtió en la era soviética en un importante centro de producción de hierro, cinc (planta Megatex), acero y vidrio. También es un centro de la industria química, plantas refractarias y de vidrio y producción de equipos de alta tensión.

### Contaminación
En el centro de Kostantínovka, en 1995, se encontraban una fundición de plomo y cinc, una planta química, y una planta metalúrgica; la fundición causaba el 33% de la contaminación de la ciudad, la química, el 15%, y la metalúrgica, el 15%; se estimaba que 15,000 personas vivían a menos de un kilómetro de la zona industrial.

## Infraestructura

### Arquitectura, monumentos y lugares de interés
Al sureste de Kostantínovka, cerca del pueblo de Ivanopillya, está el Monumento natural geológico de Balka Krovetska  con afloramientos únicos de la suite araucarita del Carbonífero Superior con fallas que son claramente visibles en la superficie. Además hay una representación bastante completa de restos fósiles de troncos de coníferas (de la familia Araucariaceae) en varias etapas de transformación en carbón.
Al sur de Kostantínovka se encuentra el parque paisajístico regional Kleban-Bik.

### Educación
Kostantínovka cuenta con una facultad de medicina.

### Transporte
Kostantínovka tuvo una red de tranvías, que hacia el final de su servicio había sufrido un tráfico cada vez más interrumpido. El sistema de tranvías abrió por primera vez en 1931, sufrió un cierre en 2004 y reabrió en 2005. En la Segunda Guerra Mundial, la Wehrmacht en retirada destruyó la infraestructura de tranvías en 1943 y restaurada en 1944. Durante la ocupación nazi, los tranvías operaban en pares acoplados, con un carro para civiles y otro para soldados. En 2012 fueron sustraídos 150 metros de la red eléctrica. Durante un tiempo, la compañía de tranvías no había sido rentable y amenazó con el cierre de la ruta 3, que permanecería abierta hasta 2014. A partir de 2015, solo un automóvil estaba operativo, y todos los demás carecían de coches. En el mismo año, el tráfico de tranvías cerró debido a las obras de construcción del viaducto ferroviario de Severniy, cerrando la última ruta 4. Sin embargo, las obras en el viaducto nunca se llevaron a cabo y el tráfico de tranvías se restableció (utilizando solo 1 coche en la ruta 4). Cuando ocurrió el robo de 2 km de cableado en diciembre de 2016, el operador no pudo permitirse reparar la infraestructura robada, y se liquidó formalmente el 29 de marzo de 2018.

## Personas destacadas
- Alexander Anurov (1914-1995): actor de cine y teatro ucraniano, galardonado como Artista del Pueblo de la RSS de Ucrania (1976).
- Nonna Mordiukova (1925-2008): actriz de cine y teatro soviética y rusa.
- Oleksandra Kuzhel (1953): política ucraniana que fue parlamentaria en la Rada Suprema por Batkivshchina (2012-2019).
- Sergey Yashchenko (1959): jugador de fútbol soviético y ucraniano, posteriormente entrenador de fútbol.
- Anatoly Bondarenko (1966): cantante y compositor ucraniano, productor y solista del grupo Nancy
- Yevgueni Levchenko (1978): futbolista ucraniano que jugaba de centro campista.

## Galería

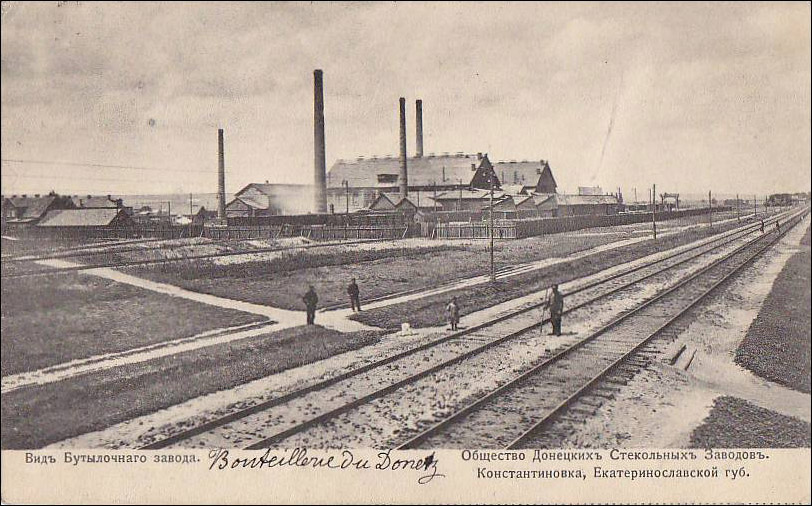
Kostantínovka entre 1900 y 1917
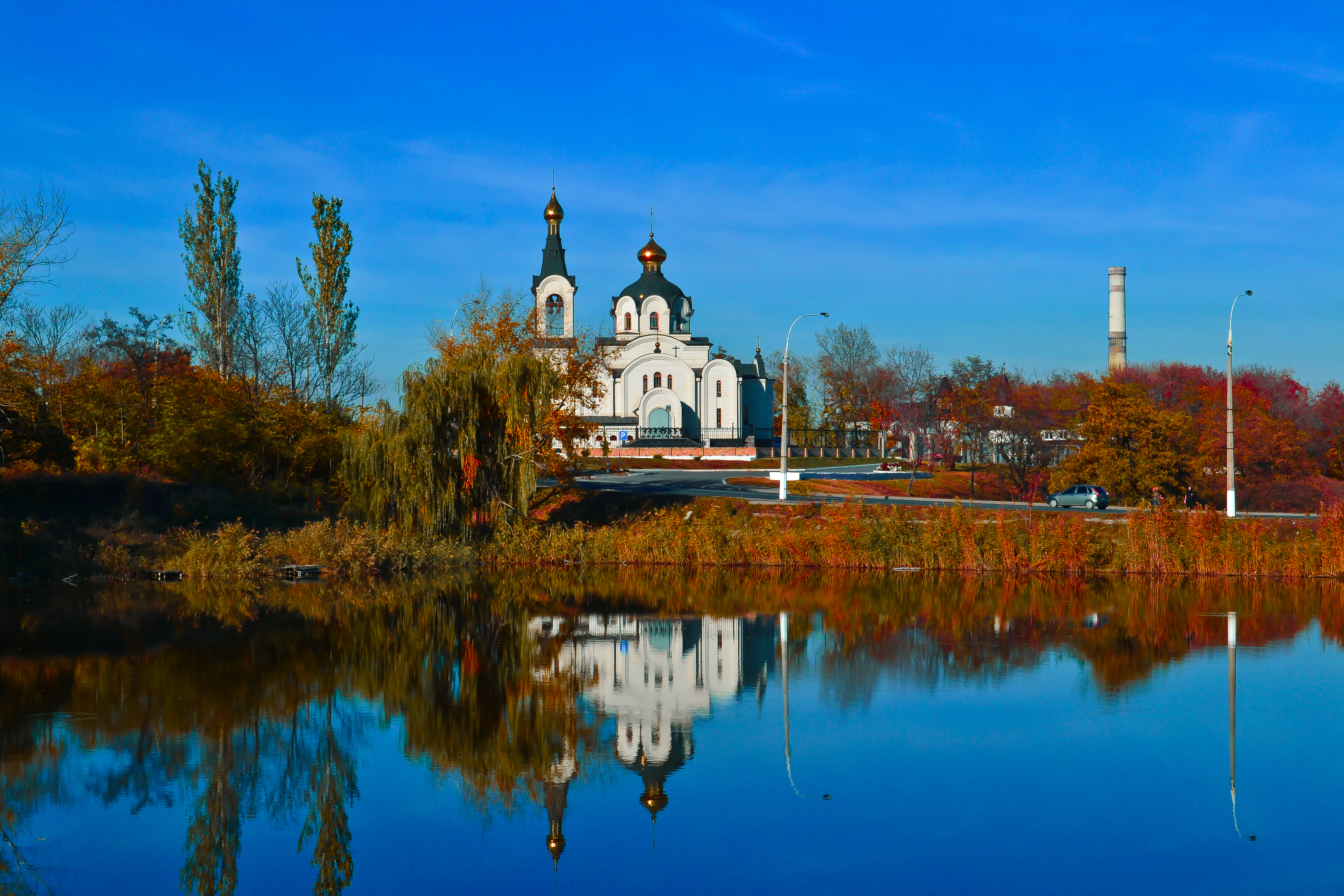
Iglesia de Kostantínovka
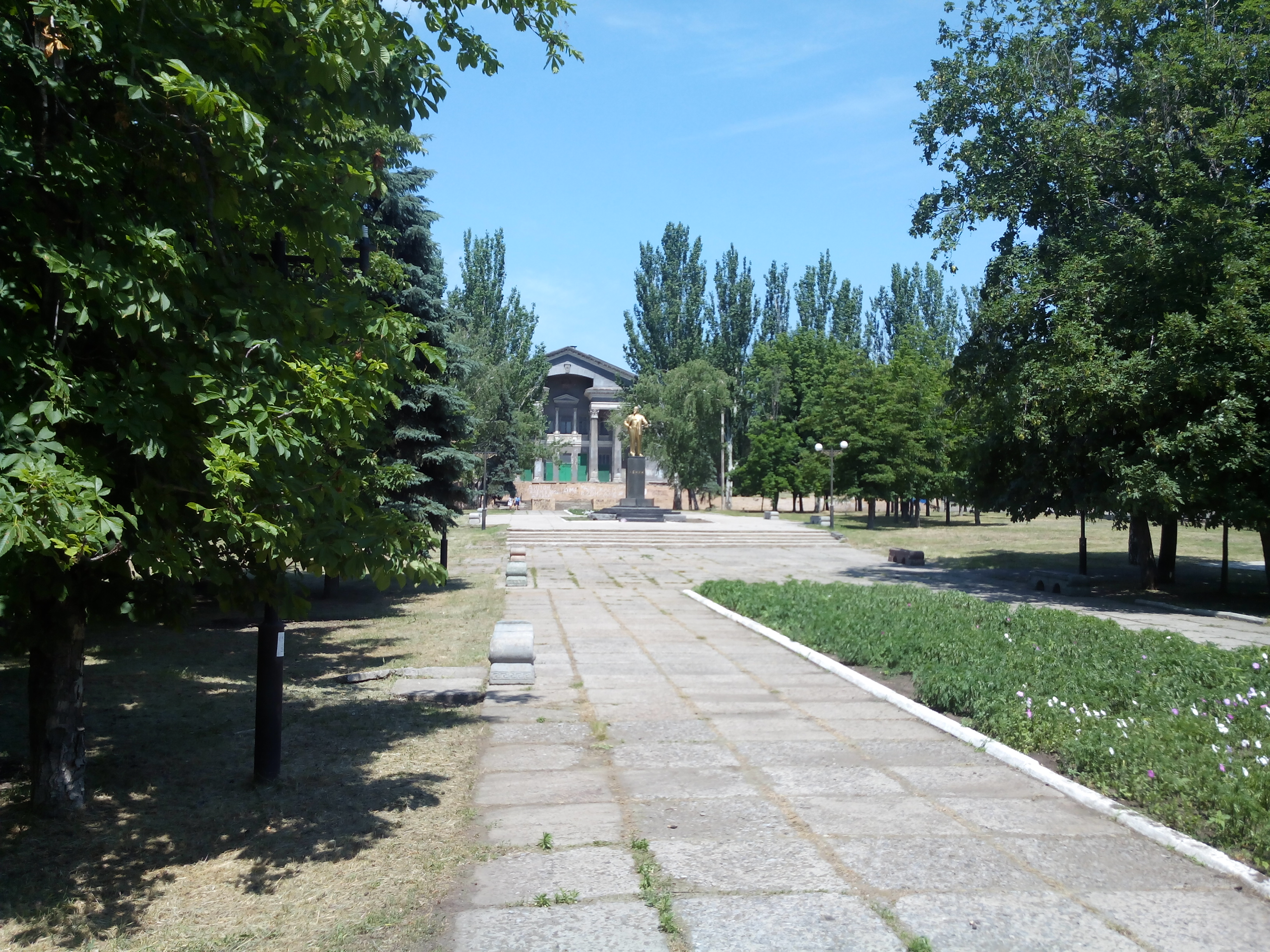
Parque público en Kostantínovka
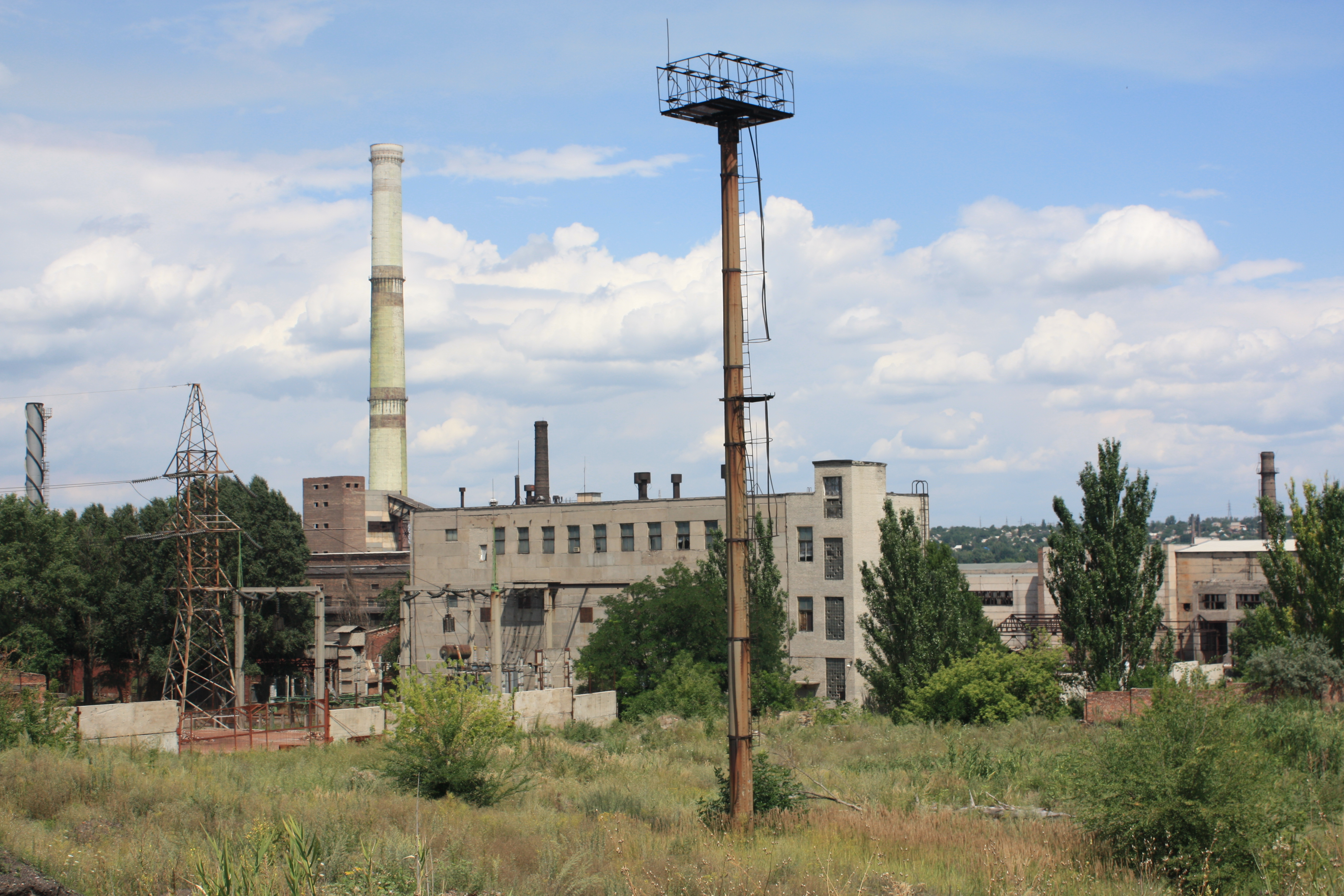
Fábrica local
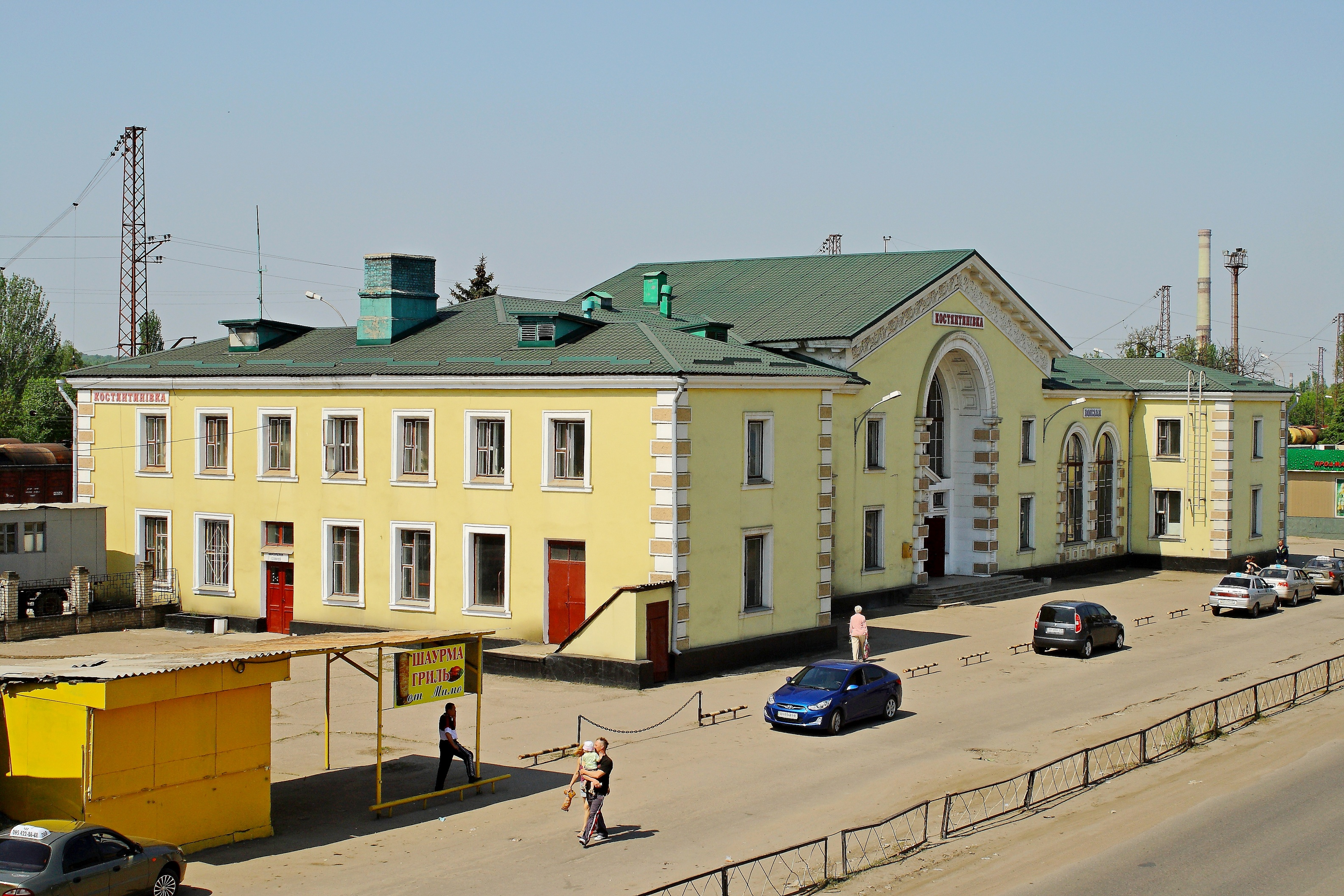
Estación de trenes
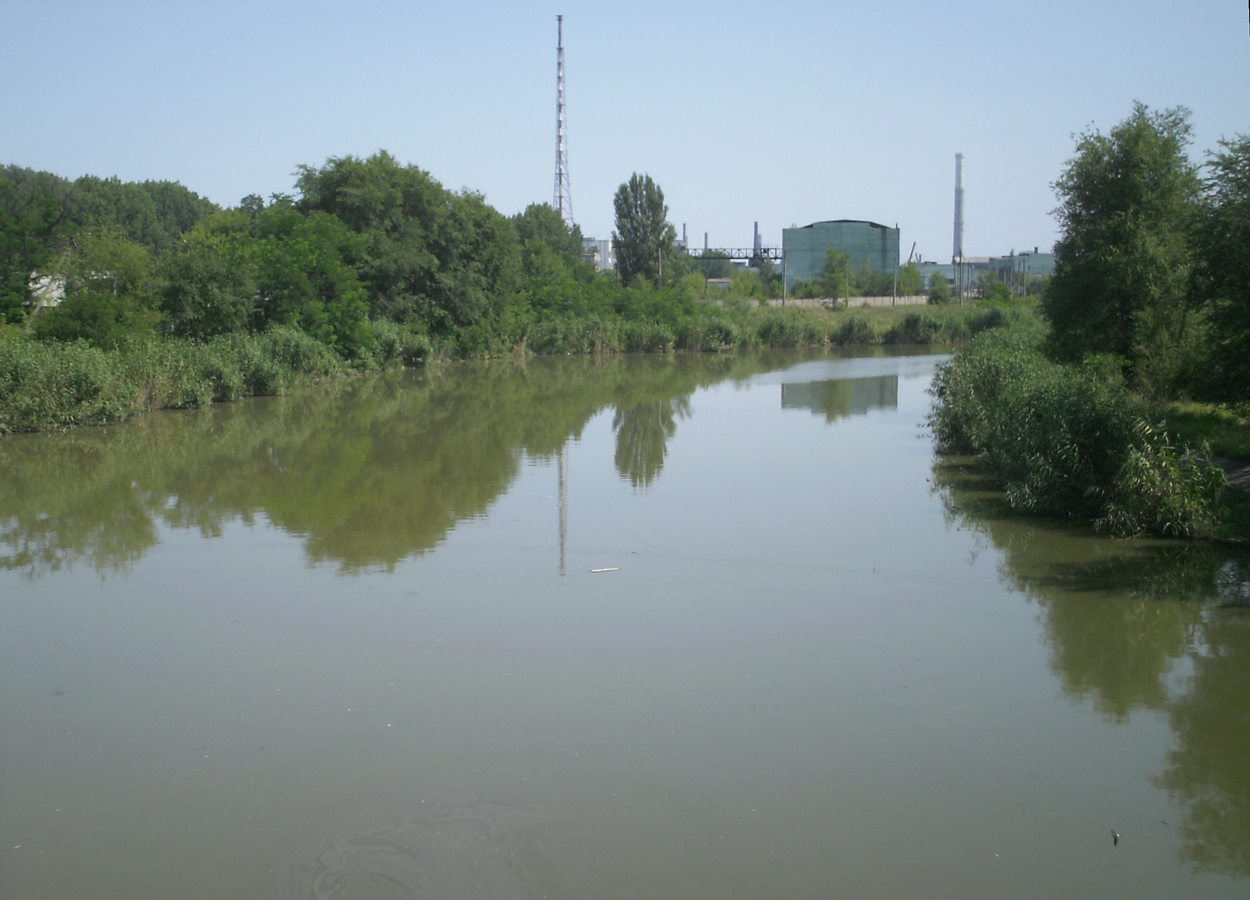
Río Kryvyi Torets a su paso por la ciudad